# ブータン時間
ブータンでは現在、ブータン時間（BTT、UTC+6）が標準時として使用されている。夏時間は実施されていない。

## IANA time zone database
tz databaseのzone.tabには、ブータンの標準時が1つ含まれている。
| 国コード | 座標        | TZ           | 注釈 | 協定世界時との差 | 夏時間 | 備考 |
| -------- | ----------- | ------------ | ---- | ---------------- | ------ | ---- |
| BT       | +2728+08939 | Asia/Thimphu |      | +06:00           | +06:00 |      |